# Museo de Astronomía y Geofísica
El Museo de Astronomía y Geofísica de la UNLP nace como idea desde la fundación del Observatorio Astronómico La Plata en 1883, pero debieron pasar más de 100 años, para que en julio de 1997 la Facultad de Ciencias Astronómicas y Geofísicas decida su creación. En 2001 se inaugura su muestra permanente.

## Sobre el Museo

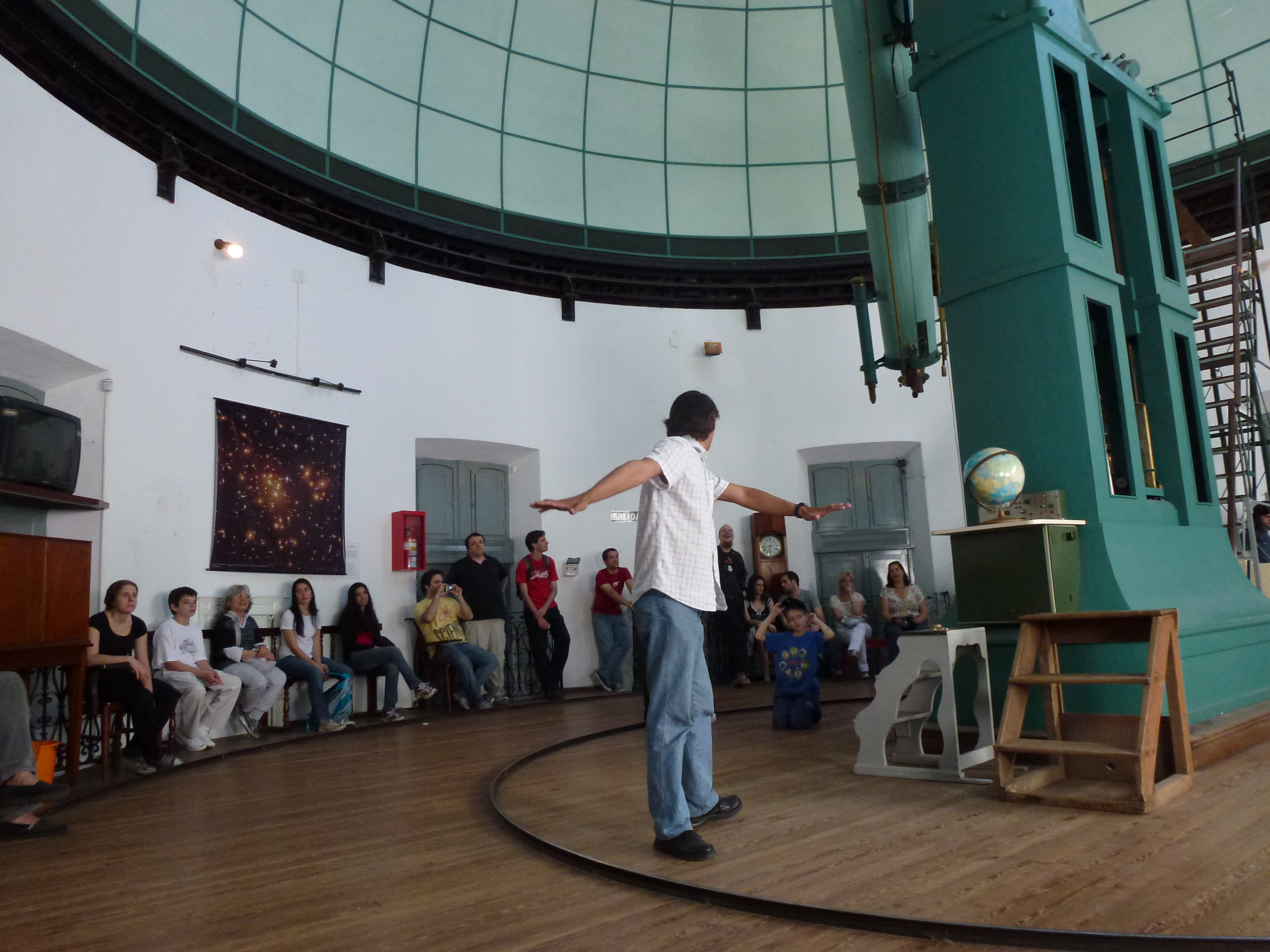
Visita en telescopio Gran Ecuatorial Gautier.

Durante los primeros años posteriores a su creación, se dedicó exclusivamente a la tarea de recuperar material disperso en la facultad, y realizar muestras itinerantes de lo recolectado. En el año 2001 con el fin de establecer una muestra permanente, se restaura la planta baja del Telescopio Gran Ecuatorial Gautier.
Tiene como función la recuperación, protección, conservación y difusión del patrimonio histórico y cultural de la Facultad de Ciencias Astronómicas y Geofísicas. El patrimonio que alberga el museo, está formado, en su mayor parte, por los instrumentos que el Observatorio adquirió a principios del siglo XX.
Forma parte del área de extensión y difusión de la facultad y es visitado por numeroso público en el recorrido guiado a través de las instalaciones del Observatorio, y por las distintas áreas de la Astronomía y la Geofísica.

## Colección
La colección del Museo comprende tanto elementos y herramientas para la astronomía, como también publicaciones propias y más de un centenar de libros antiguos, entre los que se destacan:
- Philosophiæ naturalis principia mathematica, 1687, Primera edición, de Isaac Newton.[3][4][5]
- La Opera Omnia, Francoforti, 1648, del astrónomo danés Tycho Brahe.[3][6]
- El Lunario de un siglo, 1748, de Buenaventura Suárez, el primer astrónomo americano.[3]
- Una recopilación de escritos astronómicos antiguos, editado en 1589.[4]

Así mismo, posee placas fotográficas de imágenes de objetos celestes, espectros y negativos de vidrio. gran parte de estas placas fueron obtenidas por el Observatorio mismo. El resto en general fueron obtenidas en distintos observatorios del mundo, por investigadores de la institución.